# کوا جووانا
کوا جووانا (به لاتین: Cova Joana) یک روستا در دماغه سبز است.